# Quincy Antipas
Quincy Antipas (født 20. april 1984 i Harare) er en fodboldspiller fra Zimbabwe, der spiller for B.93.
I Danmark har han tidligere spillet for Blokhus FC, HB Køge, Sønderjyske, Brøndby IF og Hobro IK.

## Karriere

### Blokhus FC
Fra Marokko kom Quincy i sommeren 2007 sammen med ghaneseren David Addy til prøvetræning i Randers. Antipas blev dog vraget i Randers og kom så efterfølgende til prøvetræning i Blokhus FC, hvor han imponerede så meget, at blev han tilbudt en etårig kontrakt med den daværende 2. divisionsklub.

### Hobro IK
Den 19. juli 2014 skiftede Antipas til Hobro IK fra Brøndby IF i den dyreste spillertransfer nogensinde for Hobro IK. så ændrede det hele sig, Quincy fik en skade i benet som tog lang tid at komme sig over. han skulle træne sit ben op da han havde svært ved at gå og løbe. han er heldigvis kommet sig over skaden nu og kan løbe normalt igen.

### B.93
Den 1. februar 2019 skrev Antipas under med 2. divisionsklubben B.93. Konkraten havde varighed frem til sommeren 2020.